# Pierre Braine
Pierre Braine (Berchem, 26 ottobre 1900 – Anversa, 6 novembre 1951) è stato un calciatore belga.

## Carriera

### Giocatore
Braine giocò interamente per il Beerschot, con cui in carriera ha segnato in totale 53 reti in 293 partite nella prima divisione belga.

### Nazionale
Con la Nazionale belga, disputò le Olimpiadi 1928 e il Mondiale 1930.
Anche suo fratello Raymond è stato un nazionale belga.

## Palmarès

### Club
- Campionato belga: 5

Beerschot VAC: 1922, 1924, 1925, 1926, 1928